# 聖なるパイプ

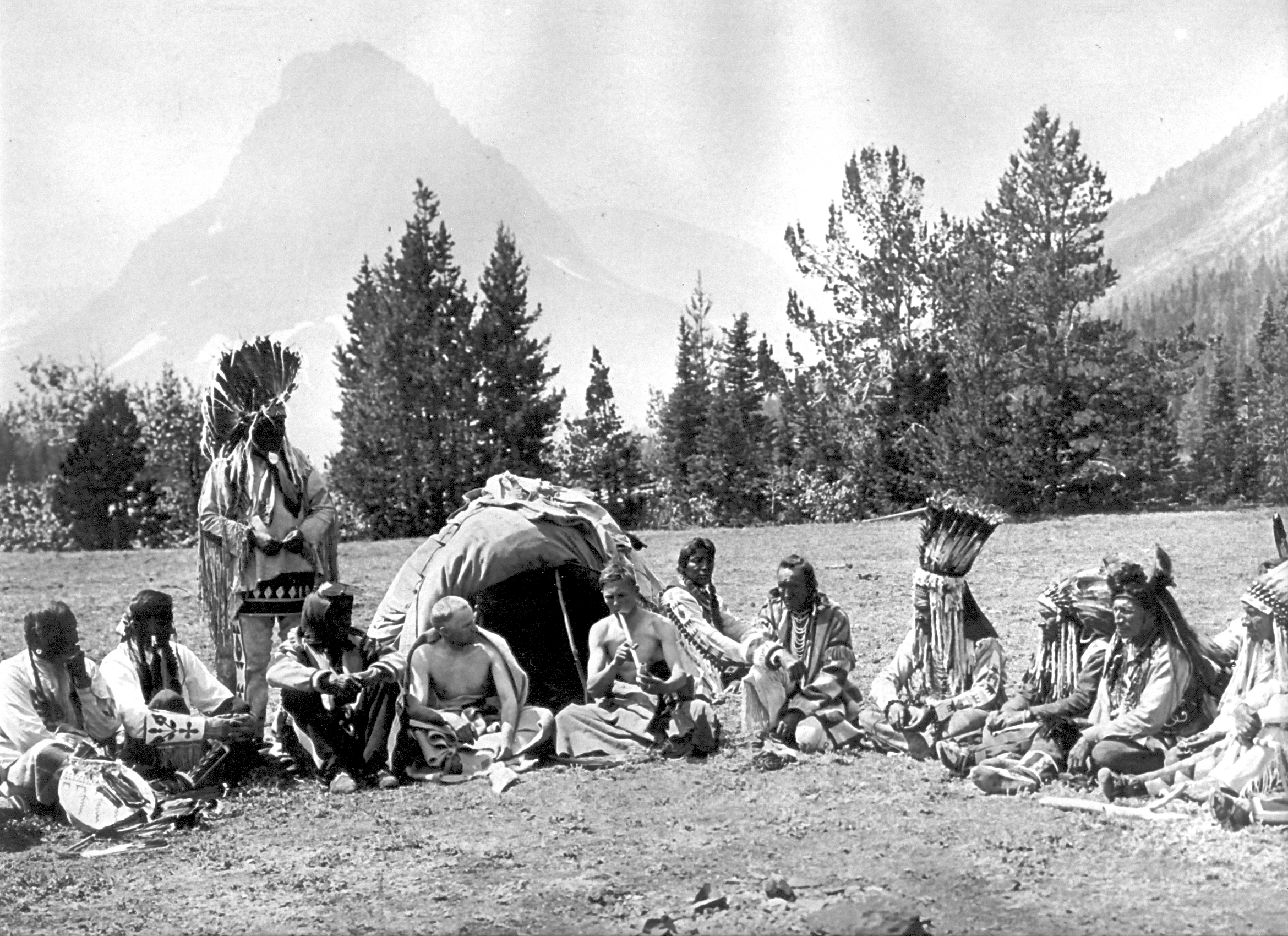
「聖なるパイプ」の儀式を行うブラックフット族とハリー・ベン。後ろに見えるのはスウェット・ロッジ。（モンタナ州、1916年）

聖なるパイプ（せいなるパイプ）は、アメリカ、カナダのインディアン部族が使う儀式の道具。部族によって呼び名は異なり、アメリカでは一般的に「カルメット」（Calumet）と呼ばれている。1741年にアラスカ沿岸でアレウト族と遭遇したベーリング探検隊は、鷲の羽を付けられた赤塗りの棒を進呈され、隊員の一人で歴史家のゲラルド・ミュラーは「calumet」を思い起こしている。

## 概要

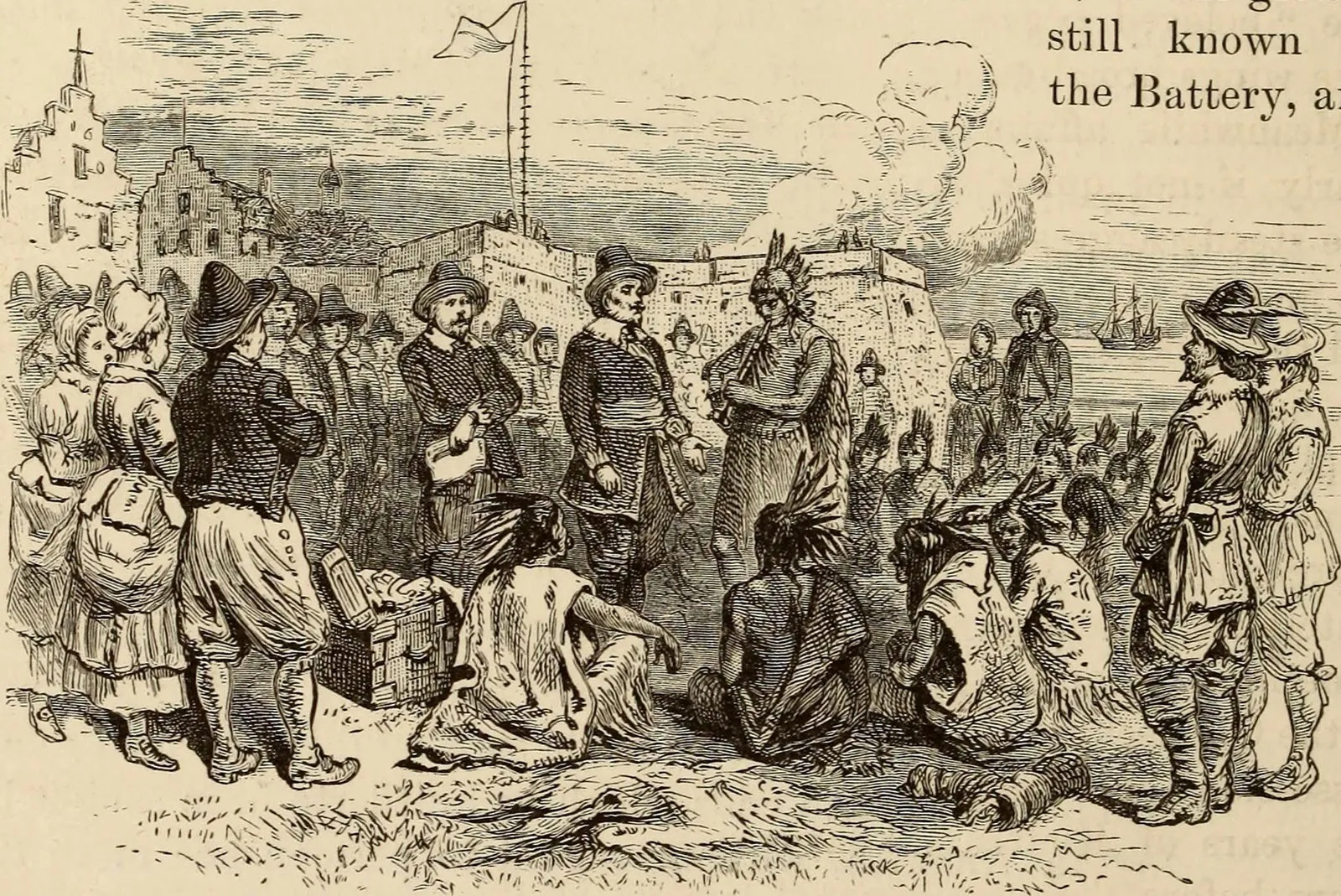
ニューネーデルラントと名付けた場所で、白人がインディアンとパイプの儀式を行っている

アメリカインディアンは、大自然のすべての事どもは「大いなる神秘」（宇宙の真理）のもとにあると考える。日常のすべてがこの「大いなる神秘」との対話であり、「聖なるパイプ」と煙草は、そのための大切な道具である。インディアンはパイプで煙草を吹かすことで「大いなる神秘」と会話するのである。現在一般的に喫煙道具として使用されているパイプは、このインディアンの儀式用道具から宗教的意味を除いたものである。伝統派のインディアンは、毎朝、胡坐をかいて東西南北に頭を下げ、朝日に向かってパイプをふかし、「大いなる神秘」に感謝と祈りの言葉を唱える。
インディアンの宇宙観では「大いなる神秘」は天上に在り、彼らはあらゆる儀式でタバコの葉を「大いなる神秘」への神聖な捧げものとする。「パイプでタバコを吸う」という行為は、パイプから天上へ立ち昇る煙を通じて「大いなる神秘」と通信し、会話するということである。したがって、パイプはインディアンの社会の中で、ありとあらゆる決めごと、物事の節目に用いられる。儀式の前にはパイプを天に捧げもって誓いを立て、また和平交渉や取引の際にはこの聖なるパイプが回し飲みされる。
天上の「大いなる神秘」とパイプを通じて誓いを立てるわけであるから、このときに交わした約束を破ることは絶対に許されないことである。インディアンたちにとってのパイプは、白人にとっての聖書と同じ意味合いを持っており、インディアンのメディスンマン（呪い師）は必ずパイプを携行している。パイプは異部族間のパスポートであり、それ自身が和平のしるしである。
19世紀の罠猟師アレグザンダー・ロスは、「パイプをふかすということは重要な事柄に取り掛かる前の準備段階であって、この儀式が終わらないことには、インディアン相手に仕事に取り掛かることは出来ない」と語っている。インディアンたちは白人との取引について、「大いなる神秘」と相談しているわけである。
平原部族の風習では、他人の妻と駆け落ちした男は（インディアンの社会では結婚も離婚も男女の自由である）、パイプを酋長に渡して妻を奪われた男のところへ行ってもらった。妻を奪われた男がパイプをふかしたら、「双方に遺恨なし」との意思表示となるのである。

## 構造
石で出来た「火皿」（ボウル）、木製の柄で構成される。鹿の骨などを中空にしただけの簡単なものもある。古いものでは、粘土を焼いた角型のものも氷河遺跡から発掘されている。儀式用のパイプを作るのは大変根気のいる仕事で、出来の良いパイプは、19世紀の時代には馬一頭や、バッファローの生皮の膝かけ数枚分の値打ちがあった。

### 火皿

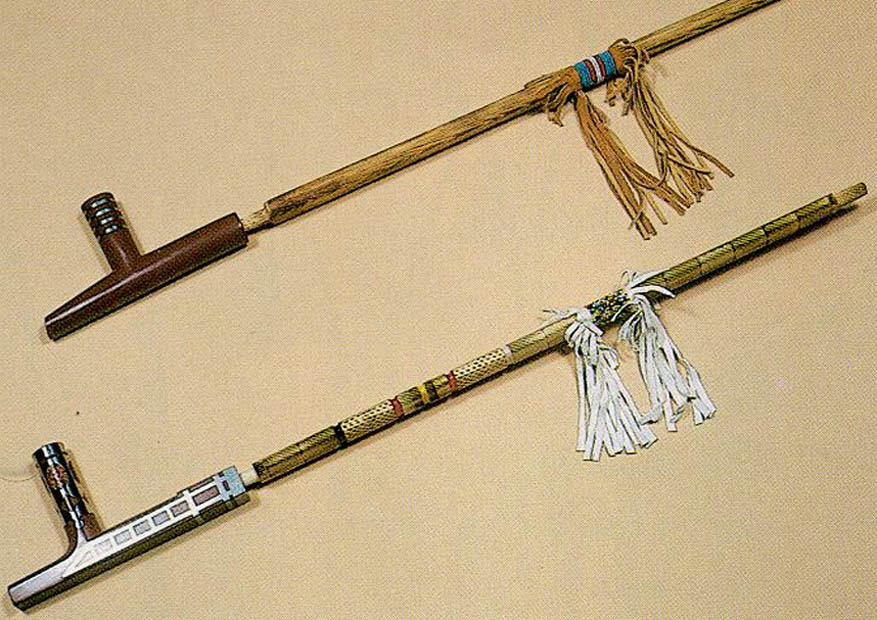
象眼を施したカトリナイトの火皿のパイプ

最も美しいとされた火皿は、「赤い石」を削ったもので、この石はミネソタ州の特定の場所からしか採れない。この採掘場は現在では「パイプストーン」と呼ばれており、ここでは一切の争い事は許されない。長らく白人たちの不法占領状態が続いたが、1970年代以降、インディアンの権利回復運動によって占有権が返還され、現在ではスー族とオジブワ族インディアンだけがこの赤い石「カトリナイト」を採掘することが出来る。カトリナイトの火皿は、大平原地方全域で重要な交易物となって使用された。
「赤い石」は採掘直後は柔らかいので、火皿加工を専門にしている者たちがこれを小刀で削り、様々な形に加工し、模様を削り込んで、特殊な水草で磨きあげ、バッファローの脂で表面をコーティングする。疾走する馬やバッファローを模ったもの、トマホークを模したものも人気があった。火口が二連になったタイプは「二連の馬の背（タンデム）ボウル」と呼ばれ、負傷した仲間を馬の背に乗せて助けた戦士がこれを使っていたためこの名がついた。酋長や敬意を集めたものには、美しい象眼を施したボウルが贈られた。特別な儀式に使うパイプには、黒い凍石が使われた。サウスダコタには青いカトリナイトが採掘される場所もあり、青い火皿もスー族の間に見られた。
チェロキー族やチカソー族など東部の部族は粘土を素焼きした火皿や、アパラチア山脈から採れる青い石を使った。コロラドのユテ族は紅いアラバスター（サーモン・アラバスター）を使う。

### 柄

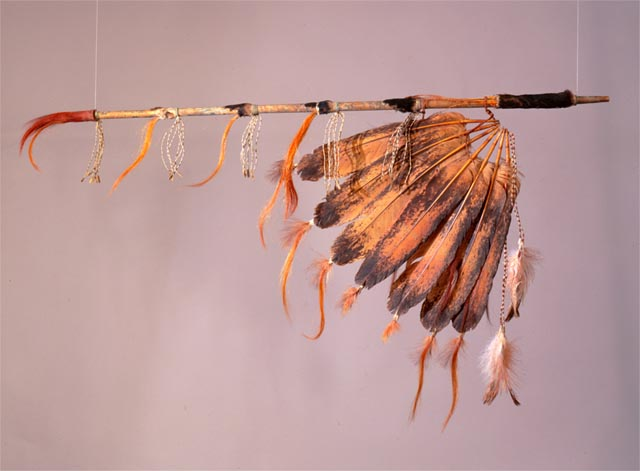
スー族のチャヌンパ（儀式のパイプ）の柄の部分。

長い柄の部分は、西洋トネリコやハコヤナギ、柳から作る。これらの木は芯が柔らかいので、中身を掻き出し、中空にして柄に加工した。この柄の部分にもさまざまな装飾がしつらえられた。チェロキー族など東部の部族は河原に生える硬い草の茎を使った。
柄の意匠には様々なものがあり、らせん状に加工されたものや、鋸状になった柄もあった。特別な儀式用のパイプには、色とりどりの美しいビーズ細工が施され、バッファローや馬の毛、鷲の羽が結わえつけられる。

### タバコの葉
インディアンの使うタバコの葉には、香りを良くするために黄ハゼの葉、クマコケモモ、赤柳の樹皮などを細かくしたものが混ぜられる。
パイプでくゆらせる煙草の葉は、野生のものも使われたが、タバコを栽培する部族もあり、重要な交易品となって部族を栄えさせた。現在でもニューヨーク州のイロコイ連邦などはタバコを部族の主幹産業としている。
タバコの種まきと収穫の際には、収穫の祭りと儀式が執り行われ、「大いなる神秘」に祈りや踊りが捧げられる。

### 手入れの道具
これらのパイプの道具一式は、移動時には鹿革の包に入れて大切に保管される。火皿に煙草をつめる棒は、ビーズ細工が巻かれ、バッファローや馬の毛の房がつけられる。
インディアンの伝統家屋（ティーピー、ウィグワム、ロングハウス、ホーガンなど）の中では、日本の神棚のように上座（入口の反対側）にこれらの道具を鎮座させ、そのための棚が作られる。